# Mad Hot Ballroom
Mad Hot Ballroom är en dokumentärfilm av regissören Marilyn Agrelo och filmproducenten Amy Sewell. I filmen görs ett porträtt av det dansprogram som de statliga skolorna i New York City har för sina femteklassare, och den tävling som också anordnas. Danser som lärs ut är lindy hop, tango, rumba och merengue. Filmen hade premiär vid Slamdance Film Festival 2005 i Park City, Utah och köptes av Paramount Classics och Nickelodeon Movies.

## Utmärkelser
Bland utmärkelserna som filmen fått kan nämnas:
- The Christopher Award 2006
- Best Documentary at the Karlovy Vary International Film Festival 2005
- The Audience Award at the Philadelphia Film Festival
- Satellite Award for Best Documentary Feature 2005